# IDN
IDN (från engelska: Internationalized Domain Name, direkt översatt internationaliserat domännamn) är ett domännamn som innehåller andra tecken än a–z, 0–9 och "-", till exempel "pärnu.ee" eller "софия.бг". Liksom dessa två illustrerar (2020) används domänerna ofta endast för omdirigering till den "latinska" domänen, och saknas ofta på webbcertifikaten.
Ett domännamn på Internet kunde tidigare endast innehålla bokstäverna a–z, siffror och bindestreck. Många språk använder dock andra tecken och därför har man skapat ett system för dem som vill ha domänadresser som innehåller exempelvis å, ä, ö eller arabiska eller kinesiska tecken. Arbetet på detta har pågått åtminstone sedan 1996 och systemet finns nu tillgängligt i varierande omfattning under olika nationella (.se, .fi, .nu etc.) och generiska (.com, .org, .net etc.) toppdomäner. Att registrera domännamn med å, ä och ö under .se blev möjligt 2003. År 2009 infördes också ”internationaliserade” toppdomäner, såsom .рф (kodat som .xn--p1ai) för Ryssland, tagen i bruk 2010.
Teckenuppsättningen som används är den i en viss version av ISO/IEC 10646, den samma som i version 3.2 av Unicode (från mars 2002). I enskilda domäner används vanligen en väldefinierad delmängd av teckenuppsättningen. Tekniskt begränsas också de internationaliserade domännamnen till tidigare godkända tecken, men ett system kallat punycode används för att konvertera mellan ASCII-formen (en. ASCII compatible label, ACE) och den internationaliserade formen. Varje del av domännamnet (avskilda med punkter) kodas skilt, eller lämnas okodat om den inte behöver kodas. Punykodade delar av domännamnet förses med prefixet ”xn--”. Tillämpningsprogrammet måste stödja detta för att man ska kunna se domännamnen som avsett. Nyare webbläsare stödjer det. En bonus med domännamn som använder samma skriftsystem som annan text är att man inte behöver byta tangentbordsinställning (vilket i och för sig är en ganska enkel manöver för de flesta tangentbord för andra skriftsystem).
För att en användare skall kunna skriva ett internationaliserat domännamn krävs att användaren antingen har tillgång till den punykodade varianten av adressen eller klarar att skapa de tecken som behövs. Detta är oftast oproblematiskt om det gäller tecken som ingår i användarens eget språk och datorn är anpassad för detta, men kan vara mycket problematiskt i andra fall. Därför rekommenderas att sådana domännamn registreras vid sidan av ett traditionellt domännamn.
Ytterligare problem tillkommer om tillämpningsprogrammet använder någon annan teckenuppsättning än ASCII eller Unicode. Kopplingen mellan tecken i användarens teckenuppsättning och Unicode är då inte nödvändigtvis entydig.

## Förväxlingar genom likartade tecken
Ett problem är att olika domännamn skrivna med olika alfabet kan förväxlas med varandra, i synnerhet om domännamn registreras med avsikt att lura användarna. ICANN tar problemet på allvar och rekommenderar att registratorer tillåter underdomäner skrivna endast med ett begränsat urval skrivtecken.
I olika alfabet finns ofta tecken som påminner om varandra, problemet är stort ifråga om det grekiska, kyrilliska och latinska alfabetet. Problematiken illustreras med att man som "internationaliserad" toppdomän för Ryssland inte valde ”ру” för ”Ryssland”, utan ”рф” för ”Ryska Federationen”. Hade man valt ”ру” hade detta lätt kunnat förväxlas med .py, Paraguays toppdomän. Motsvarande konflikt finns för Bulgarien, som ansökt om domänen .бг, en transkribering av deras domän .bg. Ansökan har avvisats för att det liknar Brasiliens domän .br för mycket. Det blev dödläge då Bulgarien inte vill ansöka om någon annan domän, men efter flera turer godkändes .бг 2015 och togs i drift 2016.
Motsvarande problem finns för underdomäner. Därför får till exempel domännamn som skall registreras under .рф endast innehålla kyrilliska bokstäver, liksom domännamn som skall registreras under .se endast får innehålla bokstäver som förekommer i nordiska språk eller i svenska officiella minoritetsspråk (inklusive finska och samiska).
En del större registratorer har valt att inte följa ICANN:s rekommendationer vad gäller att begränsa tillgängliga tecken för att undvika förvillande internetadresser. Då registratorn betjänar områden där man använder flera språk – eller generella toppdomäner – kan man inte nödvändigtvis begränsa tillåtna tecken till dem som används i vissa specifika språk, utan förvillande domännamn borde uteslutas på andra grunder.
Som exempel kan nämnas domännamn under den generella toppdomänen .com, använd av många företag. Givet ett företagsnamn som Nokia eller Telia kan likartade namn registreras av den som vill. Registratorn kräver sällan att den som ansöker om ett namn har någon koppling till namnet. Genom att exempelvis registrera namn med latinska "a" utbytt mot kyrilliskt ”а”, eller ”i” mot grekiskt ”і” eller hebreiskt ”ֹו” kan man få en webbplats eller e-postadress att, beroende på vilka typsnitt som används, se ut att höra till företaget ifråga. Motsvarande attacker kan genomföras också med latinska tecken (”rn” för ”m”, ”I” för ”l” ”cl” för ”d” o.s.v.), men möjligheterna är då mer begränsade och lättare att förutse. Det är möjligt att få SSL-certifikat för de förvillande domänerna, då det inte är några formella problem med dem.
En del webbläsare visar adressen i punykodad form då toppdomänen inte är på en lista av domäner som skall anses säkra eller då flera alfabet används i samma domännamn. Samtidigt som det erbjuder skydd mot denna typ av attacker betyder det att också många legitima domännamn kommer att verka oläsliga.